# Touka-Weldé
Pour les articles homonymes, voir Touka (homonymie).
Touka-Weldé est une localité située dans le département de Dori de la province du Séno dans la région Sahel au Burkina Faso.